# Élections législatives de 1946 dans les territoires du Gabon et du Moyen-Congo
Les élections législatives françaises de 1946 se tiennent le 10 novembre. Ce sont les premières élections législatives de la Quatrième république, après l'adoption lors du référendum du 13 octobre d'une nouvelle constitution.

## Mode de scrutin
L'Assemblée nationale est composée de 618 sièges pourvus au scrutin proportionnel plurinominal suivant la règle de la plus forte moyenne dans le cadre départemental, sans panachage.
Le vote préférentiel est admis, en inscrivant un numéro d'ordre en face du nom d'un, de plusieurs ou de tous les candidats de la liste. Mais l'ordre ne pourra être modifié que si au moins la moitié des suffrages portés sur la liste est numéroté. Dans les faits les modifications ne dépasseront jamais les 7%.
Dans l'ancienne colonie et nouveau territoire d'outre-mer du Gabon et du Moyen-Congo, trois député sont à élire, soit un de plus.
La constitution garde en effet l'ancien système à double collège. Un siège est réservé au premier collège, qui représente les citoyens français (les Colons dans une écrasante majorité) et qui regroupe les deux territoires. 
Le second collège, qui regroupe les élites autochtones, est lui nouvellement divisé en deux circonscriptions, un pour le Gabon, un pour le Moyen-Congo.
Ses deux députés élus en juin dans l'ancienne double circonscription, Henri Seignon (SFIO) pour le collège des citoyens, et Jean Félix-Tchicaya (PPC-RDA) élu dans le collège autochtone se représentent.

## Élus
| Député sortant      | Parti | Parti         | Député élu ou réélu | Parti | Parti         |
| ------------------- | ----- | ------------- | ------------------- | ----- | ------------- |
| Premier Collège     |       |               |                     |       |               |
| Henri Seignon       |       | SFIO          | Maurice Bayrou      |       | UDSR          |
| Second Collège      |       |               |                     |       |               |
| Siège créé          |       |               | Jean-Hilaire Aubame |       | SFIO          |
| Jean Félix-Tchicaya |       | PPC-RDA (URR) | Jean Félix-Tchicaya |       | PPC-RDA (URR) |

## Résultats

### Premier collège
|          | UDSR (Admin fr.) | Maurice Bayrou  | 1 195 | 58,55  |  |  |
|          | SFIO             | Henri Seignon * | 846   | 41,45  |  |  |
|          |                  |                 |       |        |  |  |
| Inscrits | Inscrits         | Inscrits        | 4 148 | 100,00 |  |  |
| Votants  | Votants          | Votants         | 2 167 | 52,24  |  |  |
| Exprimés | Exprimés         | Exprimés        | 2 041 | 94,19  |  |  |

### Second collège (Gabon)
|          | SFIO     | Jean-Hilaire Aubame | 7 069  | 56,43  |  |  |
|          | PDG      | Émile Issembé       | 4 930  | 39,35  |  |  |
|          | MRP      | Jean-Rémy Ayouné    | 301    | 2,49   |  |  |
|          |          | Louis Bigmann       | 228    | 1,82   |  |  |
|          |          |                     |        |        |  |  |
| Inscrits | Inscrits | Inscrits            | 26 530 | 100,00 |  |  |
| Votants  | Votants  | Votants             | 12 686 | 47,82  |  |  |
| Exprimés | Exprimés | Exprimés            | 12 528 | 98,76  |  |  |

### Second collège (Moyen-Congo)
|          | PPC-RDA (URR) | Jean Félix-Tchicaya *      | 8 635  | 63,63  |  |  |
|          | SFIO          | Jacques Opangault          | 4 281  | 31,55  |  |  |
|          | UDSR          | Charles Gougaud-d'Outremer | 654    | 4,82   |  |  |
|          |               |                            |        |        |  |  |
| Inscrits | Inscrits      | Inscrits                   | 23 119 | 100,00 |  |  |
| Votants  | Votants       | Votants                    | 15 652 | 67,70  |  |  |
| Exprimés | Exprimés      | Exprimés                   | 13 570 | 86,70  |  |  |